# Kirk Whalum
Kirk Whalum (nasceu em 11 de julho de 1958, Memphis) é um compositor e saxofonista de jazz americano. Whalum tem vários álbuns musicais e trilhas de filmes, que variam do pop ao jazz. Suas músicas renderam-lhe sete indicações ao Grammy.

## Discografia selecionada
- Floppy Disk (1985)
- And You Know That (1988)
- The Promise (1989)
- Cache (1993)
- In This Life (1995)
- Joined at the Hip com Bob James (1996)
- Colors (1997)
- Gospel According to Jazz: Chapter 1 (1998)
- For You (1998)
- Unconditional (2000)
- Hymns In The Garden (2000)
- The Christmas Message (2001)
- The Best of Kirk Whalum (2002)
- Gospel According to Jazz: Chapter 2 (2002)
- Into My Soul (2003)
- Kirk Whalum Performs the Babyface Songbook (2005)
- Ultimate Kirk Whalum (2007)
- Roundtrip (2007)
- The Gospel According To Jazz Chapter III (2008)
- Everything is everything(2010)
- Romance Language (2012)
- Human Nature" w/ BWB (Braun, Whalum, Brown) (2013)
- The Gospel According to Jazz Chapter IV" (2014)